# 琳达·基萨巴卡
琳达·基萨巴卡（德語：Linda Kisabaka，1969年4月9日—），德国女子田径运动员。她曾代表德国参加1992年和1996年夏季奥林匹克运动会田径比赛，其中1996年奥运会获得一枚铜牌。